# Proximalzonsteorin
Proximalzonsteori (PZT) är skillnaden mellan vad en individ klarar av att göra utan hjälp och vad den kan uppnå med hjälp och stöd. PZT är ett koncept som utvecklats av den sovjetiske psykologen och socialkonstruktivisten Lev Vygotskij (1896–1934).
Vygotskij ansåg att ett barn följer en vuxens exempel och gradvis utvecklar förmågan att utföra vissa uppgifter utan hjälp. Vygotskij defininerar "zon av proximal utveckling" genom att denna utgörs av skillnaden mellan den faktiska utvecklingsnivån som tillåter oberoende problemlösning, och den potentiella utveckling, som uppnåtts vid problemlösning, med en vuxens ledning eller i samarbete med mer kapabla kamrater. Tanken är att försätta eleven mittemellan dessa två ytterligheter.
Vygotskij ansåg att utbildningens uppgift var att ge barn upplevelser inom deras proximala utvecklingszoner och därigenom uppmuntra och främja deras inlärning. Vygotskij beskrev det så här:
| ” | Den proximala utvecklingszonen omfattar förmågor som inte ännu har mognat men som är i en mognadsprocess, fullmognade i en nära framtid, och för närvarande är i ett embryoniskt stadium. Dessa färdigheter kan kallas knopparnas utveckling, blommor i utveckling snarare än frukterna av utveckling -- det vill säga något som mognar. | „ |

## Bakgrunden till teorin
Lev Semenovich Vygotskijs död avbröt hans tänkande om den proximala utvecklingszonen. Begreppet "proximal utvecklingszon" utvecklades ursprungligen av Vygotskij genom att han argumenterade mot användningen av akademiska, kunskapsbaserade tester som innebär att mäta elevernas intelligens. Vygotskij hävdade att i stället för att undersöka elevens intelligens, är det bättre att undersöka elevens förmåga att självständigt lösa problem och elevens förmåga att lösa problem med en vuxens hjälp.

## Utveckling
Begreppet PZT har utökats, modifierats och förändrats i nya koncept sedan Vygotskijs ursprungliga uppfattning.
Begreppet PZT används flitigt världen över för att studera barns mentala utveckling när det gäller utbildning. PZT-konceptet ses som en byggnadsställning, en struktur av "stödpunkter" för att utföra en åtgärd. Vygotskij själv nämnde aldrig ordet, men byggnadsställningar har utvecklats av andra sociokulturella teoretiker som tillämpar Vygotskys PZT i utbildningssammanhang. Dessa byggnadsställningar är element i en process genom vilken en lärare, eller mer kompetent person, hjälper eleven i sin PZT vid behov och reducerar detta stöd när det inte längre behövs. Detta kan liknas vid en byggnadsställning som tas bort från en byggnad under uppförande. "Byggnadsställningar [är] det sätt de vuxna styr barns lärande genom fokuserade frågor och positiva interaktioner." Detta begrepp har bland annat vidareutvecklats av Ann Brown. Flera instruktionsprogram har utvecklats baserat på denna tolkning av PZT,  inklusive ömsesidig undervisning och dynamisk bedömning.
Medan Vygotskijs idéer om PZT ursprungligen användes enbart i samband med en persons förmåga att lösa problem, påpekar Tharp och Gallimore att de kan utökas till att undersöka andra kompetensområden och färdigheter. Dessa specialiserade utvecklingsområden omfattar kulturella områden, enskilda zoner och kompetensorienterade zoner. De som forskar kring tidig barndomsutveckling menar ofta att små barn i allmänhet lär sig sitt modersmål och motorik genom att placeras i den proximala utvecklingszonen.
Genom sitt arbete med att studera samarbete inom grupper av vuxna, identifierade Tinsley och Lebak (2009) "zonen av reflekterande kapacitet". Denna zon delar de teoretiska attributen av PZT, men är en mer specifikt definierad konstruerad hjälp för att beskriva och förstå hur en vuxens förmåga till reflektion kan expandera när denne under en längre tid samarbetar med andra vuxna som har liknande mål. Tinsley och Lebak konstaterade att när vuxna delade sina synpunkter, analys och utvärdering av varandras arbete under samverkan, utökades deras potential för kritisk reflektion. Zonen av reflekterande kapacitet utökades i takt med att förtroendet och den ömsesidiga förståelsen mellan  individerna växte.
Zonen av reflekterande kapacitet konstrueras genom samverkan mellan deltagarna i en gemensam aktivitet och expanderar när den förstärks genom positiva interaktioner med andra deltagare, precis på samma sätt som PZT, som Wells (1999) beskriver. Det är möjligt att mäta elevens PZT som en individuell egenskap som visar en viss stabilitet över instruktions inställningar. Det andra perspektivet bygger på arbete på interaktiv formativ bedömning integrerad i klassrumsundervisning. I detta tillvägagångssätt, utvärdering ingriper i PZT skapats av en elev är pågående interaktioner med en given instruktions inställning. (Allal, Ducrey 2000)
En illustration är ett spädbarn som på svaga ben ännu inte riktigt kan gå men som gör det med lätthet när det får hålla sig i föräldrarnas händer. Modern stöder upp barnets egna processer, förser det med det stöd det behöver för att klara av denna uppgift, som är precis på gränsen av vad det förmår. Efter några gånger med detta stöd byggs barnets kompetens att gå på egen hand upp.